# Thomas Anshelm

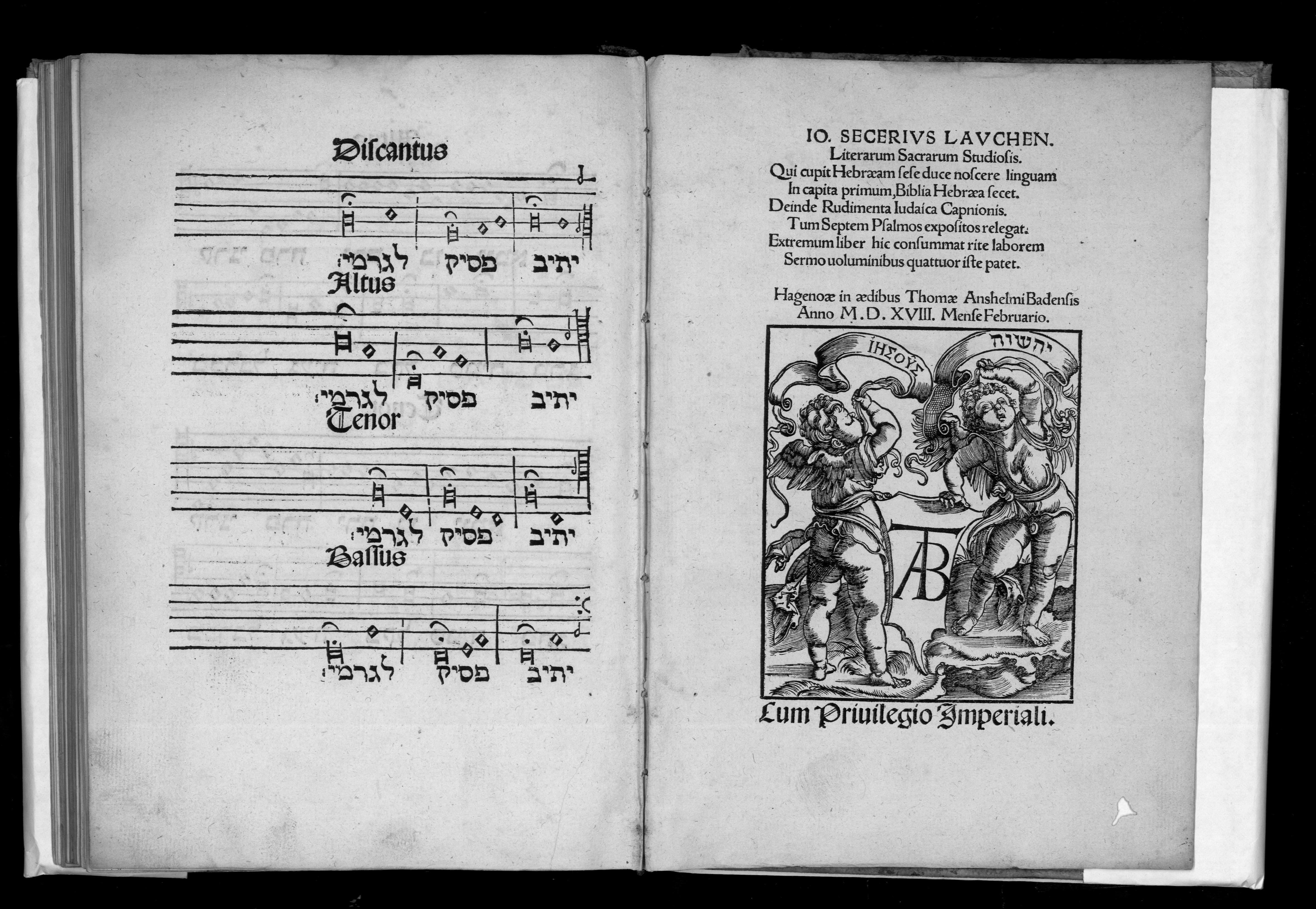
Ouvrage de Johannes Reuchlin imprimé chez Thomas Anshelm

Thomas Anshelm également dit Thomas Anshelm de Baden-Baden, né en 1465 à Baden-Baden et décédé en 1522 ou 1523 est un graveur et imprimeur allemand humaniste et réformateur.
Il exerce successivement à Strasbourg, Pforzheim, Tübingen et Haguenau.

## Biographie
Né à Baden-Baden en 1465, Thomas Anshelm est inscrit à l’université de Bâle en 1485. Il s’installe ensuite à Strasbourg en 1488. Il y publie les Ewangelj mit der glos vnnd Epistl’ teutsch qui est un Plenarium, une traduction en vernaculaire des Épîtres et des Évangiles, un type d'ouvrage très populaire dans le monde germanique. Thomas Anshelm y utilise pour la première fois la technique dite du bois agrégé, c'est-à-dire des images créés grâce à un assemblage de morceaux d’images génériques (maison, arbre, homme, foule…). 
De 1495 à 1511, Anshelm est à Pforzheim où l'ont connaît de lui pas moins de quatre-vingt impressions dont le De laudibus sanctae crucis de Rhaban Maur, un célèbre traité théologique composé en poème faisant l’éloge de la Sainte Croix. 
En mars 1511, peut-être sur l'invitation de Reuchlin, Anshelm s’installe à Tübingen où il réside jusqu’en 1516 et y publie plus de quatre-vingt-dix ouvrages, dont l'Augenspiegel (1511) traduction par Les Belles Lettres sous le titre "Les Besicles" qui imprime la Recommandation (1510) dans laquelle Johannes Reuchlin écrit un plaidoyer pour les livres écrits en hébreu. 
En novembre 1516, il s'établit à Haguenau, où il exerce jusqu’en décembre 1522.  Il meurt avant 1524.
Il utilise dès le début du XVIe siècle des caractères grecs et hébraïques sur sa presse comme l'atteste la grammaire Rudimenta hebraica de Johannes Reuchlin imprimée en 1506. 
Thomas Anshelm imprime en 1518 De accentibus et orthographia linguae Hebraicae de Reuchlin qui contient des chœurs à 4 voix.

## Postérité
Sa signature fait l'œuvre de plusieurs analyses, notamment du créateur de caractères et fondeur Théophile Beaudoire (1833 — 1903).
Il est avec Heinrich Gran (1489-1527), un de ceux qui surent imposer l'imprimerie à Haguenau à cette époque, dans les traces du copiste de manuscrits Diebold Lauber.
Le fonds patrimonial des médiathèques de Strasbourg conserve une vingtaine de livres imprimés par Thomas Anshelm dont un De laudibus sanctae crucis de Raban Maur imprimé en 1503 à Pforzheim.
La médiathèque de Haguenau conserve actuellement 72 ouvrages imprimés par Thomas Anshelm.